# Сьрем (Польковицький повіт)
Сьрем (пол. Śrem) — село в Польщі, у гміні Ґавожиці Польковицького повіту Нижньосілезького воєводства.
Населення — 55 осіб (2011).
У 1975-1998 роках село належало до Легницького воєводства.

## Демографія
Демографічна структура станом на 31 березня 2011 року:
|          | Загалом | Допрацездатний вік | Працездатний вік | Постпрацездатний вік |
| -------- | ------- | ------------------ | ---------------- | -------------------- |
| Чоловіки | 29      | 7                  | 21               | 1                    |
| Жінки    | 26      | 6                  | 16               | 4                    |
| Разом    | 55      | 13                 | 37               | 5                    |